# Alberi monumentali della Toscana
Gli alberi monumentali della Toscana sono tutelati dalla legge regionale 13 agosto 1998, n. 60 "Tutela e valorizzazione degli alberi monumentali", secondo la quale possono considerarsi alberi monumentali di "alto pregio naturalistico e storico":
- gli alberi isolati o facenti parte di formazioni boschive naturali o artificiali che per età o dimensioni possono essere considerati come rari esempi di maestosità o longevità;
- gli alberi che hanno un preciso riferimento a eventi o memorie rilevanti dal punto di vista storico o culturale o a tradizioni locali.

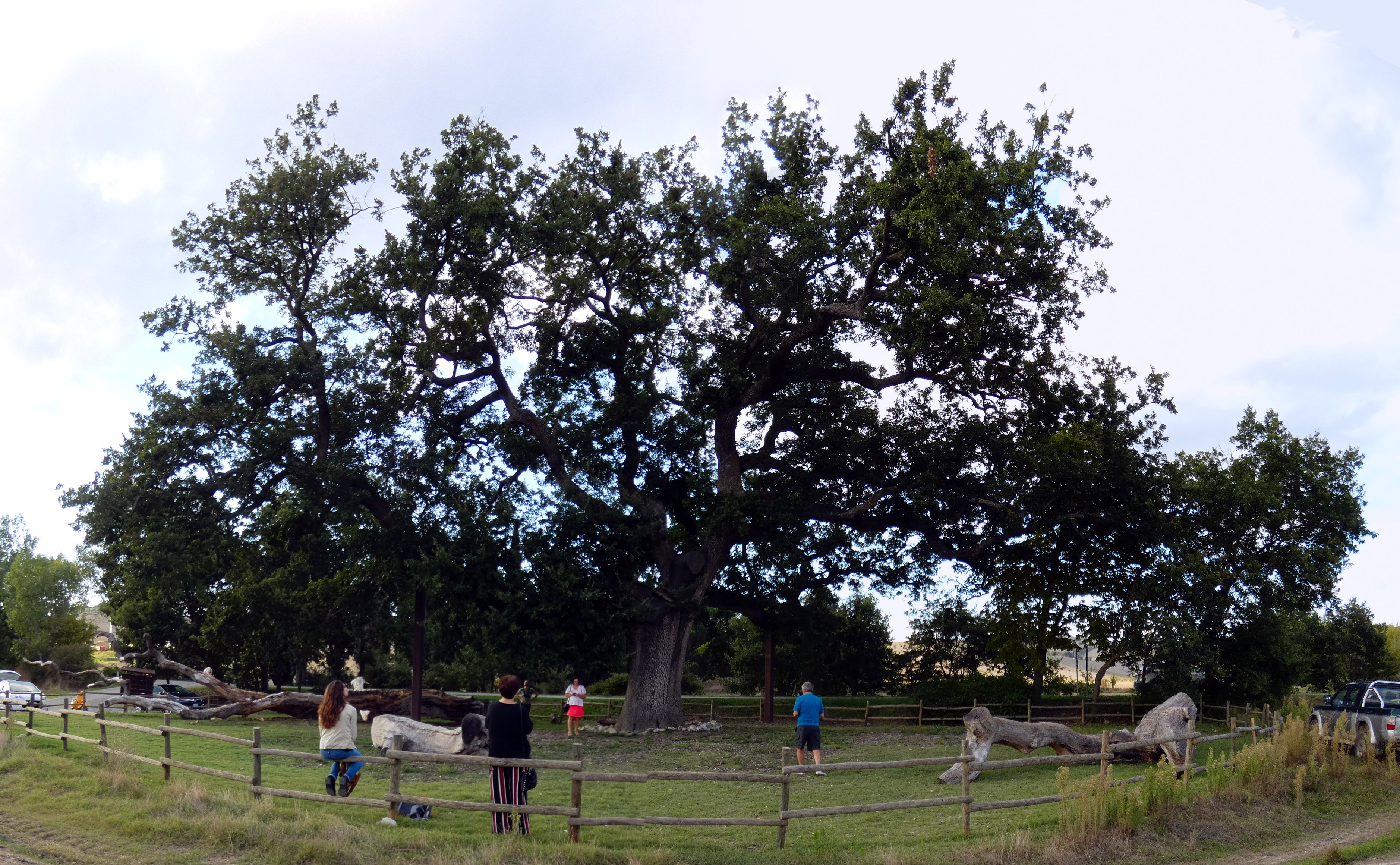
Quercia delle Checche

## Provincia di Arezzo
| Denominazione dell'albero                          | Immagine | Genere e specie | Nome comune  | Altezza (in m) | Circonferenza (in m) | Diametro della chioma (in m) | Data di impianto    | Comune              | Località                                                     | Note |
| -------------------------------------------------- | -------- | --------------- | ------------ | -------------- | -------------------- | ---------------------------- | ------------------- | ------------------- | ------------------------------------------------------------ | ---- |
| Faggio del Sasso                                   |          | Fagus sylvatica | Faggio       | 12,00          | 3,10                 | n.d.                         | antecedente al 1800 | Sestino             | Riserva naturale Sasso di Simone                             |      |
| Cerro della riserva naturale Alpe della Luna       |          | Quercus cerris  | Cerro        | 20,50          | 3,30                 | n.d.                         | antecedente al 1750 | Sansepolcro         | Riserva naturale Alpe della Luna                             |      |
| Faggio della riserva naturale Alpe della Luna      |          | Fagus sylvatica | Faggio       | 18,00          | 4,80                 | n.d.                         | antecedente al 1800 | Sansepolcro         | Riserva naturale Alpe della Luna                             |      |
| Castagno della riserva naturale Alpe della Luna    |          | Castanea sativa | Castagno     | 20,10          | 6,30                 | n.d.                         | antecedente al 1700 | Sansepolcro         | Riserva naturale Alpe della Luna                             |      |
| Cerro della riserva naturale Alta Valle del Tevere |          | Quercus cerris  | Cerro        | 18,00          | 4,52                 | n.d.                         | 1700                | Pieve Santo Stefano | Riserva naturale Alta Valle del Tevere                       |      |
| Cerrosughera della Fattoria di Marena              |          | Quercus crenata | Cerrosughera | 22,00          | 3,80                 | n.d.                         | 1850                | Bibbiena            | Fattoria di Marena                                           |      |
| Leccio di Poggio Amaro                             |          | Quercus ilex    | Leccio       | 12,00          | 3,50                 | n.d.                         | 1700                | Bucine              | Poggio Amaro                                                 |      |
| Tasso di Pietraviva                                |          | Taxus baccata   | Tasso        | 16,00          | 3,75                 | n.d.                         | antecedente al 1700 | Bucine              | Pietraviva                                                   |      |
| Leccio di Gnicche                                  |          | Quercus ilex    | Leccio       | 14,00          | 4,10                 | n.d.                         | antecedente al 1800 | Arezzo              | Area naturale protetta di interesse locale Bosco di Sargiano |      |
| Quercia di Luca                                    |          | Quercus robur   | Farnia       | 22,00          | 5,32                 | n.d.                         | antecedente al 1500 | Cortona             | Gabbiano                                                     |      |
| Castagno di Le Bigonaie                            |          | Castanea sativa | Castagno     | 15,00          | 9,60                 | n.d.                         | antecedente al 1700 | Anghiari            | Le Bigonaie                                                  |      |

## Provincia di Firenze
| Denominazione dell'albero               | Immagine | Genere e specie        | Nome comune        | Altezza (in m) | Circonferenza (in m) | Diametro della chioma (in m) | Data di impianto    | Comune                      | Località                         | Note                            |
| --------------------------------------- | -------- | ---------------------- | ------------------ | -------------- | -------------------- | ---------------------------- | ------------------- | --------------------------- | -------------------------------- | ------------------------------- |
| Leccio dell’Antella                     |          | Quercus ilex           | Leccio             | 11,00          | 5,60                 | n.d.                         | antecedente al 1500 | Bagno a Ripoli              | Fattoria Belmonte                |                                 |
| Quercia di Mantignano                   |          | Quercus robur          | Farnia             | 20,00          | 2,80                 | 16                           | antecedente al 1900 | Firenze                     | Mantignano                       |                                 |
| Cedro di villa Favard                   |          | Cedrus libani          | Cedro              | 24,00          | 5,80                 | 20                           | antecedente al 1900 | Firenze                     | Villa Favard                     |                                 |
| Albero della Pace                       |          | Cedrus libani          | Cedro              | 27,00          | 7,50                 | 25                           | 1800                | Firenze                     | Villa Fabbricotti                | abbattuto                       |
| Farnia del parco delle Cascine          |          | Quercus peduncolata    | Farnia             | 29,00          | 4,47                 | 30                           | n.d.                | Firenze                     | Parco delle Cascine              |                                 |
| Palma di villa di Rusciano              |          | Jubaea chilensis       | Palma              | 14,00          | 3,48                 | 8                            | n.d.                | Firenze                     | Villa di Rusciano                |                                 |
| Spino di Giuda di Salviatino            |          | Gleditsia triacanthos  | Spino di Giuda     | 23,00          | 5,35                 | 12                           | n.d.                | Firenze                     | Salviatino                       |                                 |
| Olmo di piazzale Vittorio Veneto        |          | Ulmus minor            | Olmo               | 23,00          | 3,10                 | 18                           | n.d.                | Firenze                     | Piazzale Vittorio Veneto         |                                 |
| Bagolaro di piazzale di Vittorio Veneto |          | Celtis australis       | Bagolaro           | 15,00          | 5,88                 | 10                           | 1800                | Firenze                     | Piazzale Vittorio Veneto         | fusto abbattuto                 |
| Cerro di villa Demindoff                |          | Quercus cerris         | Cerro              | 38,00          | 6,60                 | n.d.                         | antecedente al 1700 | Vaglia                      | Villa Demidoff                   |                                 |
| Platano di villa Demindoff              |          | Platanus hybrida       | Platano            | 25,00          | 4,80                 | n.d.                         | antecedente al 1850 | Vaglia                      | Villa Demidoff                   |                                 |
| Il Leccione                             |          | Quercus ilex           | Leccio             | 16,00          | 4,60                 | 19                           | n.d.                | Montaione                   | Sant'Antonio                     |                                 |
| Palma di Castelfalfi                    |          | Jubaea chilensis       | Palma              | 12,00          | 3,90                 | n.d.                         | n.d.                | Montaione                   | Castelfalfi                      |                                 |
| Zelkova del Giardino dei Semplici       |          | Zelkova serrata        | Zelkova            | 26,00          | 3,97                 | 30                           | 1887                | Firenze                     | Orto Botanico                    |                                 |
| Tassodio del Giardino dei Semplici      |          | Taxodium mucronatum    | Tassodio           | 20,50          | 6,10                 | 12                           | 1884                | Firenze                     | Orto Botanico                    |                                 |
| Tasso del Giardino dei Semplici         |          | Taxus baccata          | Tasso              | 18,00          | 3,80                 | 15                           | 1720                | Firenze                     | Orto Botanico                    |                                 |
| Sughera Giardino dei Semplici           |          | Quercus suber          | Sughera            | 30,00          | 4,27                 | 23                           | 1805                | Firenze                     | Orto Botanico                    |                                 |
| La Leccia                               |          | Quercus ilex           | Leccio             | 20,00          | 6,00                 | 24                           | 400                 | San Casciano in Val di Pesa | Decimo                           | 43° 39' 34.17" N, 11° 12' 5.23" |
| Leccio di Faltognano                    |          | Quercus ilex           | Leccio             | 11,00          | 4,60                 | n.d.                         | antecedente al 1750 | Vinci                       | Faltognano                       |                                 |
| Platano di Pozzolatico                  |          | Platanus acerifolia    | Platano            | 16,00          | 6,05                 | n.d.                         | 1550                | Impruneta                   | Pozzolatico Istituto Don Gnocchi |                                 |
| Gelso di Pozzolatico                    |          | Morus nigra            | Gelso              | 11,00          | 3,00                 | n.d.                         | n.d.                | Impruneta                   | Pozzolatico                      |                                 |
| Cipresso di villa La Petraia            |          | Cupressus sempervirens | Cipresso           | 28,00          | 5,40                 | 9                            | antecedente al 1800 | Firenze                     | Villa La Petraia                 |                                 |
| Pino di villa Gamberaia                 |          | Pinus nigra laricio    | Pino               | 14,80          | 3,45                 | 23                           | antecedente al 1800 | Firenze                     | Villa Gamberaia                  |                                 |
| Cerro di Badia di Montescalari          |          | Quercus cerris         | Cerro              | 24,00          | 3,85                 | n.d.                         | n.d.                | Greve in Chianti            | Badia di Montescalari            |                                 |
| Due Olmi                                |          | Ulmus minor            | Olmo               | 16,00          | 2,80                 | n.d.                         | n.d.                | Greve in Chianti            |                                  |                                 |
| Farnia del mulin dei Gatti              |          | Quercus robur          | Farnia             | 30,00          | 4,00                 | n.d.                         | n.d.                | Greve in Chianti            |                                  |                                 |
| Cedro dell'Atlante di Cafaggiolo        |          | Cedrus atlantica       | Cedro dell'Atlante | 16,00          | 4,70                 | n.d.                         | 1907                | Barberino di Mugello        | Cafaggiolo                       |                                 |
| Quercia di Citorniano                   |          | Quercus pubescens      | Roverella          | 15,00          | 4,70                 | n.d.                         | 1800                | Barberino di Mugello        | Citorniano                       |                                 |
| Cedro dell'Atlante di villa Il Palagio  |          | Cedrus atlantica       | Cedro dell'Atlante | 25,00          | 5,00                 | n.d.                         | 1850                | Barberino di Mugello        | Villa Il Palagio                 |                                 |
| Leccio di villa Camoggiano              |          | Quercus ilex           | Leccio             | 17,00          | 3,80                 | n.d.                         | antecedente al 1850 | Barberino di Mugello        | Villa Camoggiano                 |                                 |
| Frassino di villa Cirignano             |          | Fraxinus               | Frassino           | 23,00          | 2,90                 | n.d.                         | antecedente al 1930 | Barberino di Mugello        | Villa Cirignano                  |                                 |
| La Quercia di Prugnana                  |          | Quercus pubescens      | Roverella          | 20,00          | 5,95                 | n.d.                         | 1700                | Barberino di Mugello        | Galliano - Prugnana              |                                 |
| La Quercia di Ribottini                 |          | Quercus pubescens      | Roverella          | 17,00          | 4,50                 | n.d.                         | 1800                | Barberino di Mugello        | Ribottini                        |                                 |
| Castagno di Pigara                      |          | Castanea sativa        | Castagno           | 20,00          | n.d.                 | n.d.                         | 1650                | Marradi                     | Pigara                           |                                 |
| Quercia di Trebbana                     |          | Quercus pubescens      | Roverella          | 23,00          | 5,05                 | n.d.                         | antecedente al 1800 | Marradi                     | Pian di Trebbana                 |                                 |
| Sughera di villa Zingale                |          | Quercus suber          | Sughera            | 21,00          | 5,36                 | n.d.                         | antecedente al 1750 | Londa                       | Villa Zingale                    |                                 |
| Tiglio di Contea                        |          | Tilia platyphyllos     | Tiglio             | 24,00          | 4,60                 | n.d.                         | 1850                | Rufina                      | Contea                           |                                 |
| Gelso nero di Rufina                    |          | Morus alba             | Gelso nero         | 4,00           | 3,50                 | n.d.                         | 1850                | Rufina                      |                                  |                                 |

## Provincia di Grosseto
| Denominazione dell'albero                     | Immagine | Genere e specie      | Nome comune    | Altezza (in m) | Circonferenza (in m) | Diametro della chioma (in m) | Data di impianto         | Comune                 | Località                         | Note     |
| --------------------------------------------- | -------- | -------------------- | -------------- | -------------- | -------------------- | ---------------------------- | ------------------------ | ---------------------- | -------------------------------- | -------- |
| Platano di piazza della Repubblica            |          | Platanus hybrida     | Platano        | 12,00          | 3,36                 | n.d.                         | 1910                     | Pitigliano             | Piazza della Repubblica          |          |
| Il Perone                                     |          | Pyrus amigdaliformis | Pero selvatico | 11,00          | 2,92                 | n.d.                         | n.d.                     | Cinigiano              | Riserva Naturale Poggio all'Olmo | crollato |
| Noce della riserva naturale Poggio all'Olmo   |          | Juglans regia        | Noce           | 13,00          | 2,50                 | n.d.                         | n.d.                     | Cinigiano              | Riserva naturale Poggio all'Olmo |          |
| Olivone                                       |          | Olea europaea        | Olivo          | 6,50           | 3,90                 | n.d.                         | 1500                     | Monterotondo Marittimo | Podere Risecco                   |          |
| Castagno di San Martino                       |          | Castanea sativa      | Castagno       | n.d.           | 10,00                | n.d.                         | antecedente al 1100      | Roccastrada            | San Martino                      |          |
| Olivo della Strega                            |          | Olea europea         | Olivo          | 6,00           | 8,00                 | n.d.                         | antecedente al 1000 a.c. | Magliano in Toscana    | Parrocchia                       |          |
| Olivo del Sasso                               |          | Olea europea         | Olivo          | 10,00          | 8,00                 | n.d.                         | antecedente al 1000 a.c. | Magliano in Toscana    | Magliano in Toscana              |          |
| Olivo cavo                                    |          | Olea europea         | Olivo          | 10,00          | 7,00                 | n.d.                         | antecedente al 1000 a.c. | Magliano in Toscana    | Magliano in Toscana              |          |
| Corniolo della riserva naturale Pesciello     |          | Cornus mas           | Corniolo       | 5,00           | 2,50                 | n.d.                         | n.d.                     | Roccalbegna            | Riserva naturale Pescinello      |          |
| Tiglio della riserva naturale Pesciello       |          | Tilia platyphyllos   | Tiglio         | 10,00          | 1,30                 | n.d.                         | n.d.                     | Roccalbegna            | Riserva naturale Pescinello      |          |
| Carpino nero della riserva naturale Pesciello |          | Ostrya carpinifolia  | Carpino nero   | 4,00           | 2,90                 | n.d.                         | n.d.                     | Roccalbegna            | Riserva naturale Pescinello      |          |
| Roverella di Prato Querciona                  |          | Quercus pubescens    | Roverella      | 10,00          | 4,10                 | n.d.                         | n.d.                     | Roccalbegna            | Prato Querciona                  |          |

## Provincia di Livorno
| Denominazione dell'albero                                       | Immagine | Genere e specie   | Nome comune | Altezza (in m) | Circonferenza (in m) | Diametro della chioma (in m) | Data di impianto    | Comune   | Località                                            | Note      |
| --------------------------------------------------------------- | -------- | ----------------- | ----------- | -------------- | -------------------- | ---------------------------- | ------------------- | -------- | --------------------------------------------------- | --------- |
| La Querciona                                                    |          | Quercus pubescens | Roverella   | 30,00          | 4,45                 | n.d.                         | n.d.                | Piombino | Baratti-Populonia                                   |           |
| Farnia dell'area naturale protetta di interesse locale Sterpaia |          | Quercus robur     | Farnia      | 18,00          | 4,00                 | n.d.                         | n.d.                | Piombino | Area naturale protetta di interesse locale Sterpaia | abbattuto |
| Tasso delle Calanche                                            |          | Taxus baccata     | Tasso       | 8,00           | 6,00                 | n.d.                         | antecedente al 1000 | Marciana | Le Calanche                                         |           |

## Provincia di Lucca
| Denominazione dell'albero                                  | Immagine | Genere e specie                 | Nome comune           | Altezza (in m) | Circonferenza (in m) | Diametro della chioma (in m) | Data di impianto    | Comune                    | Località                                                          | Note |
| ---------------------------------------------------------- | -------- | ------------------------------- | --------------------- | -------------- | -------------------- | ---------------------------- | ------------------- | ------------------------- | ----------------------------------------------------------------- | ---- |
| Castagno di villa Bel Colle                                |          | Castanea sativa                 | Castagno              | 11,00          | 6,00                 | n.d.                         | 1500                | Pietrasanta               | Villa Bel Colle                                                   |      |
| Olivo di Santa Caterina                                    |          | Olea europaea                   | Olivo                 | 8,00           | 14,20                | n.d.                         | avanti Cristo       | Pietrasanta               | Santa Caterina                                                    |      |
| Leccio del parco di Migliarino, San Rossore, Massaciuccoli |          | Quercus ilex                    | Leccio                | 12,00          | 5,15                 | n.d.                         | n.d.                | Viareggio                 | Parco di Migliarino, San Rossore, Massaciuccoli                   |      |
| Farnia del parco di Migliarino, San Rossore, Massaciuccoli |          | Quercus robur                   | Farnia                | 22,00          | 4,35                 | n.d.                         | n.d.                | Viareggio                 | Parco di Migliarino, San Rossore, Massaciuccoli                   |      |
| Olivo dei 30 zoccoli                                       |          | Olea europea                    | Olivo                 | 8,00           | 1,15                 | n.d.                         | antecedente al 100  | Massarosa                 | Piano del Quercione                                               |      |
| Platano di villa Controni                                  |          | Platanus orientalis             | Platano               | 25,00          | 5,15                 | n.d.                         | n.d.                | Capannori                 | Villa Controni                                                    |      |
| Leccio di San Gennaro Villa Leone                          |          | Quercus ilex                    | Leccio                | 18,00          | 5,15                 | n.d.                         | antecedente al 1750 | Capannori                 | San Gennaro Villa Leone                                           |      |
| La Fania                                                   |          | Fagus sylvatica                 | Faggio                | 25,00          | 4,20                 | n.d.                         | antecedente al 1750 | Stazzema                  | Parco naturale regionale delle Alpi Apuane                        |      |
| Faggio dei Mannolini                                       |          | Fagus sylvatica                 | Faggio                | 30,00          | 4,60                 | n.d.                         | n.d.                | San Romano in Garfagnana  | Parco nazionale dell'Appennino Tosco-Emiliano Capanne Capringnana |      |
| Castagno di Pratofosco di Sotto                            |          | Castanea sativa                 | Castagno              | 16,00          | 8,20                 | n.d.                         | n.d.                | Castiglione di Garfagnana | Pratofosco di Sotto                                               |      |
| Cipresso dell'orto botanico comunale di Lucca              |          | Cupressus lusitanica            | Cipresso              | 22,00          | 2,21                 | n.d.                         | n.d.                | Lucca                     | Orto botanico comunale di Lucca                                   |      |
| Olivo odoroso dell'orto botanico comunale di Lucca         |          | Osmanthus fragrans              | Olivo odoroso         | 10,00          | 2,34                 | n.d.                         | 1849                | Lucca                     | Orto botanico comunale di Lucca                                   |      |
| Catalpa delle mura di San Colombano                        |          | Catalpa bignonioides            | Catalpa               | 12,00          | 1,60                 | n.d.                         | n.d.                | Lucca                     | Mura urbane San Colombano                                         |      |
| Falsa canfora di borgo Giannotti                           |          | Cinnamomum glandulifera         | Falsa canfora         | 23,00          | 3,00                 | n.d.                         | n.d.                | Lucca                     | Borgo Giannotti                                                   |      |
| Magnolia di piazza Santa Maria                             |          | Magnolia grandiflora            | Magnolia              | 24,00          | 3,23                 | n.d.                         | n.d.                | Lucca                     | Piazza Santa Maria                                                |      |
| Platano di viale Guglielmo Marconi                         |          | Platanus hybrida                | Platano               | 30,00          | 4,40                 | n.d.                         | n.d.                | Lucca                     | Viale Guglielmo Marconi                                           |      |
| Leccio della torre Giunigi                                 |          | Quercus ilex                    | Leccio                | 5,00           | 0,80                 | n.d.                         | n.d.                | Lucca                     | Torre Giunigi                                                     |      |
| Lipo                                                       |          | Taxus baccata                   | Tasso                 | 16,00          | 1,75                 | n.d.                         | n.d.                | Lucca                     | Villa Bottini                                                     |      |
| Calocedro di villa Grabau                                  |          | Calocedrus decurrens            | Calocedro             | 27,00          | 4,00                 | n.d.                         | n.d.                | Lucca                     | Villa Grabau                                                      |      |
| Cedro dell'Atlante di villa Grabau                         |          | Cedrus atlantica                | Cedro dell'Atlante    | 31,00          | 4,75                 | n.d.                         | n.d.                | Lucca                     | Villa Grabau                                                      |      |
| Pino laricio di villa Grabau                               |          | Pinus nigra sottospecie laricio | Pino laricio          | 27,00          | 3,00                 | n.d.                         | n.d.                | Lucca                     | Villa Grabau                                                      |      |
| Platano di villa Grabau                                    |          | Platanus hybrida                | Platano               | 32,00          | 4,20                 | n.d.                         | n.d.                | Lucca                     | Villa Grabau                                                      |      |
| Quercia di villa Grabau                                    |          | Quercus x audleyensis           | Quercia               | 26,00          | 2,70                 | n.d.                         | n.d.                | Lucca                     | Villa Grabau                                                      |      |
| Sequoia di villa Grabau                                    |          | Sequoia sempervirens            | Sequoia               | 27,00          | 4,36                 | n.d.                         | n.d.                | Lucca                     | Villa Grabau                                                      |      |
| Palma di villa Grabau                                      |          | Washingtonia filifera           | Palma                 | 22,00          | 2,30                 | n.d.                         | n.d.                | Lucca                     | Villa Grabau                                                      |      |
| Canfora di villa Oliva                                     |          | Cinnamomum camphora             | Canfora               | 20,00          | 3,30                 | n.d.                         | n.d.                | Lucca                     | Villa Oliva                                                       |      |
| Tiglio di villa Oliva                                      |          | Tilia                           | Tiglio                | 26,00          | 3,40                 | n.d.                         | n.d.                | Lucca                     | Villa Oliva                                                       |      |
| Albero di Sant'Andrea di villa Querci Saltocchio           |          | Diospyros lotus                 | Albero di Sant'Andrea | 20,00          | 2,00                 | n.d.                         | n.d.                | Lucca                     | Villa Querci Saltocchio                                           |      |
| Sequoia di villa Querci Saltocchio                         |          | Sequoia sempervirens            | Sequoia               | 40,00          | 5,85                 | n.d.                         | n.d.                | Lucca                     | Villa Querci Saltocchio                                           |      |
| Leccio di villa Rossi San Martino V                        |          | Quercus ilex                    | Leccio                | 24,00          | 5,25                 | n.d.                         | n.d.                | Lucca                     | Villa Rossi San Martino V                                         |      |
| Camelia di villa Nardi Massa Pisana                        |          | Camelia japonica                | Camelia               | 7,50           | 0,58                 | n.d.                         | n.d.                | Lucca                     | Villa Nardi Massa Pisana                                          |      |
| Leccio di villa Silvestrini Vicopelago                     |          | Quercus ilex                    | Leccio                | 23,00          | 4,45                 | n.d.                         | n.d.                | Lucca                     | Villa Silvestrini Vicopelago                                      |      |
| Castagno di Metello                                        |          | Castanea sativa                 | Castagno              | 28,00          | 7,90                 | n.d.                         | antecedente al 1500 | Sillano                   | Metello                                                           |      |
| Quercia delle streghe o di Pinocchio                       |          | Quercus pubescens               | Roverella             | 15,00          | 4,00                 | n.d.                         | n.d.                | Capannori                 | Gragnano                                                          |      |

## Provincia di Massa e Carrara
Nella provincia di Massa e Carrara non sono stati individuati alberi monumentali di alto pregio naturalistico e storico.

## Provincia di Pisa
| Denominazione dell'albero                                          | Immagine | Genere e specie       | Nome comune      | Altezza (in m) | Circonferenza (in m) | Diametro della chioma (in m) | Data di impianto    | Comune             | Località                                                        | Note     |
| ------------------------------------------------------------------ | -------- | --------------------- | ---------------- | -------------- | -------------------- | ---------------------------- | ------------------- | ------------------ | --------------------------------------------------------------- | -------- |
| Cipresso calvo del parco di Migliarino, San Rossore, Massaciuccoli |          | Taxodium distichum    | Cipresso calvo   | 22,00          | 3,40                 | n.d.                         | antecedente al 1900 | Vecchiano          | Parco di Migliarino, San Rossore, Massaciuccoli                 |          |
| Quercia del Cinto                                                  |          | Quercus robur         | Farnia           | 13,00          | 5,50                 | n.d.                         | antecedente al 1900 | Vecchiano          | Parco di Migliarino, San Rossore, Massaciuccoli                 | crollato |
| Pioppo del parco di Migliarino, San Rossore, Massaciuccoli         |          | Populus alba          | Pioppo           | 31,00          | 3,50                 | n.d.                         | n.d.                | Vecchiano          | Parco di Migliarino, San Rossore, Massaciuccoli                 |          |
| Leccio del parco di Migliarino, San Rossore, Massaciuccoli         |          | Quercus ilex          | Leccio           | 14,00          | 4,00                 | n.d.                         | n.d.                | San Giuliano Terme | Parco di Migliarino, San Rossore, Massaciuccoli                 |          |
| Sughera del parco di Migliarino, San Rossore, Massaciuccoli        |          | Quercus suber         | Sughera          | 10,00          | 2,41                 | n.d.                         | n.d.                | Pisa               | Parco di Migliarino, San Rossore, Massaciuccoli                 |          |
| La Sughera                                                         |          | Quercus suber         | Sughera          | 12,00          | 3,00                 | n.d.                         | antecedente al 1880 | Calci              | Colletto - area naturale protetta d'interesse locale Villa Lato |          |
| Cedro da incenso di villa Toscanelli La Cava                       |          | Calocedrus decurrens  | Cedro da incenso | 25,00          | 3,90                 | n.d.                         | antecedente al 1900 | Pontedera          | Villa Toscanelli La Cava                                        |          |
| Abete di Douglas di villa Toscanelli La Cava                       |          | Pseudotsuga menziesii | Abete di Douglas | 50,00          | 3,20                 | n.d.                         | antecedente al 1900 | Pontedera          | Villa Toscanelli La Cava                                        |          |
| Tuja gigante di villa Toscanelli La Cava                           |          | Thuja plicata         | Tuja gigante     | 35,00          | 2,95                 | n.d.                         | antecedente al 1900 | Pontedera          | Villa Toscanelli La Cava                                        |          |
| Ginepro siriano di villa Toscanelli La Cava                        |          | Juniperus drupacea    | Ginepro siriano  | 22,00          | 2,00                 | n.d.                         | antecedente al 1900 | Pontedera          | Villa Toscanelli La Cava                                        |          |
| Farnia di Tonzana                                                  |          | Quercus robur         | Farnia           | 40,00          | 4,95                 | n.d.                         | antecedente al 1900 | Pontedera          | Villa Toscanelli La Cava                                        |          |

## Provincia di Pistoia
| Denominazione dell'albero          | Immagine | Genere e specie     | Nome comune        | Altezza (in m) | Circonferenza (in m) | Diametro della chioma (in m) | Data di impianto    | Comune                | Località                                | Note                |
| ---------------------------------- | -------- | ------------------- | ------------------ | -------------- | -------------------- | ---------------------------- | ------------------- | --------------------- | --------------------------------------- | ------------------- |
| Il Quercione                       |          | Quercus pubescens   | Roverella          | 20,00          | 4,40                 | n.d.                         | n.d.                | Lamporecchio          | Mastromarco                             |                     |
| Acero di monte di Cutigliano ( † ) |          | Acer pseudoplatanus | Acero di monte     | 25,00          | 5,27                 | n.d.                         | antecedente al 1850 | Abetone Cutigliano    | Chiesa di San Bartolomeo a Cutigliano   |                     |
| Thuja del parco Lodolo             |          | Thuja gigantea      | Thuja              | 26,00          | 6,10                 | n.d.                         | 1875                | San Marcello Piteglio | Parco Lodolo                            |                     |
| Cerro di Montaglioni               |          | Quercus cerris      | Cerro              | 22,00          | 5,04                 | 21,00                        | 1596 circa          | San Marcello Piteglio | Podere Montaglioni (Spignana)           |                     |
| Gigante Bianco                     |          | Abies alba          | Abete bianco       | 46,00          | 4,60                 | n.d.                         | n.d.                | Abetone Cutigliano    | La Crocina (Le Regine)                  |                     |
| Cerro di Mavigliana ( † )          |          | Quercus cerris      | Cerro              | 23,00          | 4,60                 | n.d.                         | 1600 circa          | San Marcello Piteglio | Mavigliana (Spignana)                   | Abbattuto nel 2014  |
| Abete della Macchia Antonini       |          | Abies alba          | Abete bianco       | 22,00          | 4,90                 | n.d.                         | n.d.                | San Marcello Piteglio | Macchia Antonini                        |                     |
| Faggione del Teso                  |          | Fagus sylvatica     | Faggio             | 25,00          | 3,40                 | n.d.                         | n.d.                | San Marcello Piteglio | Loc. Capannone (Foresta del Teso)       |                     |
| Cerro della Quercetta              |          | Quercus cerris      | Cerro              | 30,00          | 6,00                 | n.d.                         | n.d.                | San Marcello Piteglio | Parco della Quercetta                   |                     |
| Faggio dell'Acquerino-Valli        |          | Fagus sylvatica     | Faggio             | 25,00          | 7,45                 | n.d.                         | n.d.                | Sambuca Pistoiese     | Riserva naturale Acquerino              |                     |
| Pino cileno di Villa Lodolo        |          | Araucaria araucana  | Araucaria del Cile | 10,00          | 2,00                 | n.d.                         | n.d.                | San Marcello Piteglio | Parco Lodolo                            |                     |
| Cedro Bianco di Villa Lodolo       |          | Thuja occidentalis  | Tuia occidentale   | 30,00          | 6,90                 | n.d.                         | n.d.                | San Marcello Piteglio | Parco Lodolo                            |                     |
| Roverella di Torretta              |          | Quercus pubescens   | Roverella          | 18,00          | 4,40                 | n.d.                         | n.d.                | Montecatini Terme     | Parco Terme                             |                     |
| Leccio di Lanciole                 |          | Quercus ilex        | Leccio             | 25,00          | 5,30                 | n.d.                         | n.d.                | San Marcello Piteglio | Lanciole                                |                     |
| Acerone di Pian Degli Ontani       |          | Acer pseudoplatanus | Acero di monte     | 24,00          | 3,30                 | n.d.                         | n.d.                | Abetone Cutigliano    | Piazza dell'Acerone (Pian degli Ontani) |                     |
| Castagno di Parco Cini             |          | Castanea sativa     | Castagno           | 12,00          | 4,00                 | n.d.                         | n.d.                | San Marcello Piteglio | Parco Farina Cini                       |                     |
| Le Ciliegine ( † )                 |          | Prunus avium        | Ciliegio           | 17,00          | 3,00                 | n.d.                         | n.d.                | San Marcello Piteglio | Pian del Conte (Spignana)               | Collassato nel 2020 |

## Provincia di Prato
| Denominazione dell'albero | Immagine | Genere e specie  | Nome comune | Altezza (in m) | Circonferenza (in m) | Diametro della chioma (in m) | Data di impianto    | Comune          | Località                              | Note                                                                        |
| ------------------------- | -------- | ---------------- | ----------- | -------------- | -------------------- | ---------------------------- | ------------------- | --------------- | ------------------------------------- | --------------------------------------------------------------------------- |
| Sambuco nero di Luogomano |          | Sambucus nigra   | Sambuco     | 15,00          | 3,10                 | n.d.                         | 1900                | Cantagallo      | Luogomano                             |                                                                             |
| Il Brandiglianone         |          | Castanea sativa  | Castagno    | 15,00          | 7,80                 | n.d.                         | antecedente al 1700 | Cantagallo      | Riserva naturale Acquerino            |                                                                             |
| Carpino di Montepiano     |          | Carpinus betulus | Carpino     | 15,00          | 3,10                 | n.d.                         | antecedente al 1900 | Vernio          | Montepiano                            |                                                                             |
| Cerro di Poggio di Petto  |          | Quercus cerris   | Cerro       | 15,00          | 3,60                 | n.d.                         | antecedente al 1880 | Vernio          | Poggio di Petto                       |                                                                             |
| Noce nero mediceo         |          | Juglans nigra    | Noce        | 25,00          | 4,04                 | n.d.                         | plurisecolare       | Poggio a Caiano | Villa medicea di Poggio a Caiano      |                                                                             |
| Faggi di Frascineta       |          | Fagus sylvatica  | Faggio      | 20,00          | 4,30                 | n.d.                         | antecedente al 1850 | Cantagallo      | Fonte di Frascineta                   |                                                                             |
| Faggione di Luogomano     |          | Fagus sylvatica  | Faggio      | 20,00          | 4,80                 | 29                           | antecedente al 1820 | Cantagallo      | Riserva naturale Acquerino Cantagallo | Dati antecedenti al crollo di una parte dell'albero in data 27 gennaio 2013 |

## Provincia di Siena
| Denominazione dell'albero                    | Immagine | Genere e specie   | Nome comune | Altezza (in m) | Circonferenza (in m) | Diametro della chioma (in m) | Data di impianto | Comune                 | Località                          | Note |
| -------------------------------------------- | -------- | ----------------- | ----------- | -------------- | -------------------- | ---------------------------- | ---------------- | ---------------------- | --------------------------------- | ---- |
| Quercia delle Checche                        |          | Quercus petraea   | Rovere      | 19,00          | 4,90                 | 34,00                        | 1760             | Pienza                 | Le Checche                        |      |
| Quercione di Geggiano                        |          | Quercus pubescens | Roverella   | 18,00          | 4,20                 | n.d.                         | n.d.             | Castelnuovo Berardenga | Geggiano                          |      |
| Pero della riserva naturale Cornate e Fosini |          | Pyrus communis    | Pero        | 10,00          | 2,48                 | n.d.                         | n.d.             | Radicondoli            | Riserva naturale Cornate e Fosini |      |